# Campeonato Mato-Grossense 2002
In 2002 werd het 60ste Campeonato Mato-Grossense gespeeld voor voetbalclubs uit de Braziliaanse staat Mato Grosso. De competitie werd georganiseerd door de FMF en werd gespeeld van 17 februari tot 26 mei. Operário werd de kampioen.

## Eerste fase

### Groep A
| Plaats | Club            | Wed. | W | G | V | Saldo | Ptn. |
| ------ | --------------- | ---- | - | - | - | ----- | ---- |
| 1.     | Operário        | 8    | 5 | 3 | 0 | 26:11 | 18   |
| 2.     | Juventude       | 8    | 3 | 4 | 1 | 11:7  | 13   |
| 3.     | União           | 8    | 2 | 4 | 2 | 12:12 | 10   |
| 4.     | Nova Xavantina  | 8    | 2 | 1 | 5 | 6:17  | 7    |
| 5.     | Barra do Garças | 8    | 2 | 0 | 6 | 7:15  | 6    |
| 6.     | Vila Aurora     | 7    | 0 | 3 | 4 | 6:11  | 3    |

|  | Gekwalificeerd voor tweede fase     |
|  | Naar play-offs                      |
|  | Teruggetrokken na zeven wedstrijden |

### Groep B
| Plaats | Club       | Wed. | W | G | V | Saldo | Ptn. |
| ------ | ---------- | ---- | - | - | - | ----- | ---- |
| 1.     | Arsenal    | 6    | 3 | 1 | 2 | 9:8   | 10   |
| 2.     | Santa Cruz | 6    | 2 | 3 | 1 | 7:7   | 9    |
| 3.     | Dom Bosco  | 6    | 2 | 1 | 3 | 10:9  | 7    |
| 4.     | AA Sinop   | 6    | 2 | 1 | 3 | 8:10  | 7    |
| 5.     | Berga      | 5    | 0 | 2 | 3 | 8:11  | 2    |
| 6.     | Diamantino | 3    | 0 | 0 | 3 | 1:10  | 0    |

|  | Gekwalificeerd voor tweede fase                                |
|  | Naar play-offs                                                 |
|  | Teruggetrokken na vijf wedstrijden                             |
|  | Uitgesloten omdat ze niet opdaagden voor wedstrijd tegen Berga |

### Play-offs
De winnaars plaatsten zich voor de tweede fase.
|                |           |       |           |  |
| 1 mei Play-off | Juventude | 4 – 0 | Dom Bosco |  |
| 1 mei Play-off |           |       |           |  |

|                |            |       |       |  |
| 1 mei Play-off | Santa Cruz | 1 – 4 | União |  |
| 1 mei Play-off |            |       |       |  |

## Tweede fase
In geval van gelijkspel worden er strafschoppen genomen, tussen haakjes weergegeven. 
|  | Halve finale | Halve finale | Halve finale |       |           | Finale | Finale | Finale |
|  |              |              |              |       |           |        |        |        |
|  | Juventude    | 2            | 0 (5)        |       |           |        |        |        |
|  | Arsenal      | 1            | 1 (4)        |       |           |        |        |        |
|  | Arsenal      | 1            | 1 (4)        |       | Juventude | 1      | 1 (3)  |        |
|  |              |              |              |       | Juventude | 1      | 1 (3)  |        |
|  |              | Operário     | 1            | 1 (5) |           |        |        |        |
|  | União        | Operário     | 1            | 1 (5) | 3         | 0 (1)  |        |        |
|  | União        |              |              |       | 3         | 0 (1)  |        |        |
|  | Operário     | 1            | 2 (3)        |       |           |        |        |        |

### Kampioen
| Campeonato Mato-Grossense de 2002 |
| Mato-Grosso                       |
| --------------------------------- |
| OPERÁRIO Kampioen (11° titel)     |